# Rothschildia jacobaeae
Rothschildia jacobaeae är en fjärilsart som beskrevs av Walker 1855. Rothschildia jacobaeae ingår i släktet Rothschildia och familjen påfågelsspinnare. Inga underarter finns listade.

## Bildgalleri

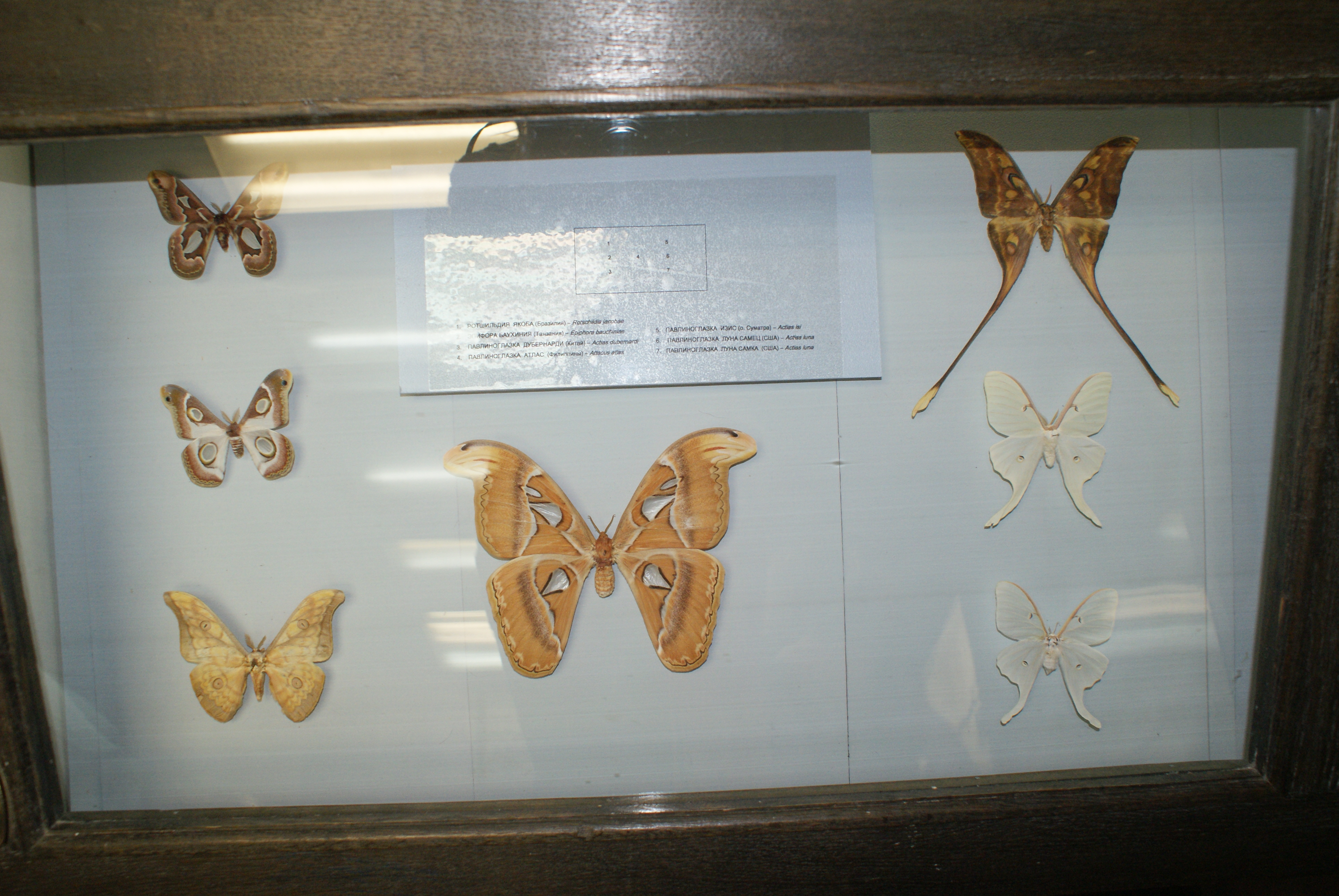
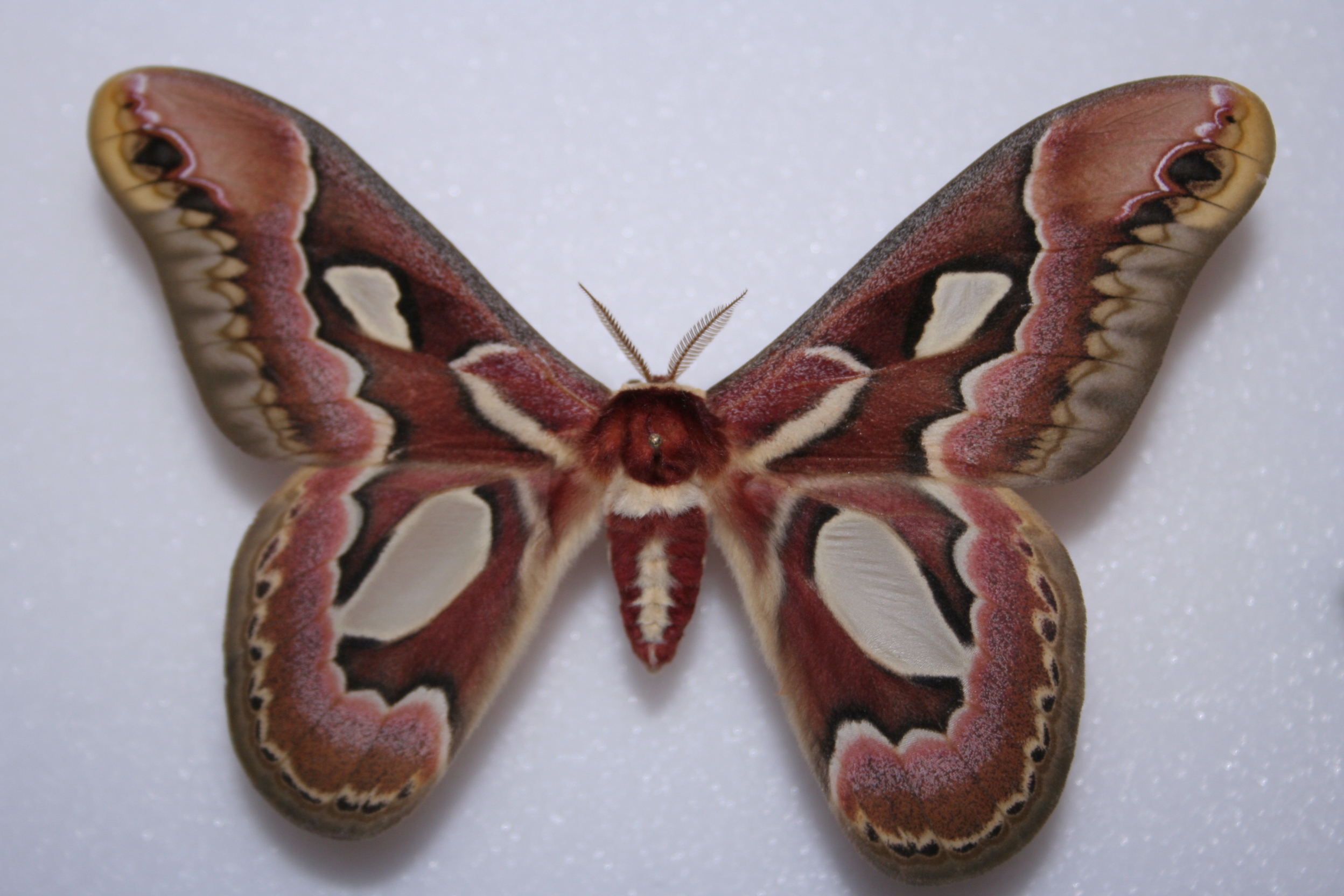